# Грабиновка

Грабиновка (укр. Грабинівка) — село,
Ковалевский сельский совет,
Полтавский район,
Полтавская область,
Украина.
Код КОАТУУ — 5324081905. Население по переписи 2001 года составляло 105 человек.

## Географическое положение
Село Грабиновка находится на левом берегу реки Коломак,
выше по течению на расстоянии в 1 км расположено село Ежаковка,
ниже по течению на расстоянии в 0,5 км расположено село Верхолы,
на противоположном берегу — село Ковалевка.
По селу протекает пересыхающий ручей с запрудой.
Рядом проходит автомобильная дорога М-03 (Р-11).

## История
В 1945 г. Указом Президиума ВС УССР село Стеховка переименовано в Грабиновку.